# Gobiodon reticulatus
Gobiodon reticulatus is een straalvinnige vissensoort uit de familie van grondels (Gobiidae). De wetenschappelijke naam van de soort is voor het eerst geldig gepubliceerd in 1867 door Playfair.